# Engenho Uruaé
O Engenho Uruaé é um engenho brasileiro que constitui um importante conjunto arquitetônico do século XVII. Fundado em 1736, o engenho iniciou suas atividades como engenho-banguê, virou usina, deixou de moer em 1937 e hoje é produtor de cana.